# Сопыев, Мыратберди Сопыевич
Мыратберди Сопыевич Сопыев (туркм. Myratberdi Sopyýewiç Sopyýew; 3 января 1930, Ашхабад — 12 января 2016, Ашхабад) — советский туркменский организатор сельского хозяйства, председатель сельскохозяйственного акционерного общества имени М. Сопыева в Ак-Бугдайском этрапе Ахалского велаята Туркменистана. Герой Туркменистана, Герой Социалистического Труда (1971).

## Биография
Родился в селе Ашхабад Ахалского велаята.
Трудовой путь начал в 1943 году с земледелия. С 1944 года работал в колхозе «Совет Туркменистаны».
В 1951—1954 годах учился в Байрамалийской сельскохозяйственной средней школе. В 1954—1960 годах работал заместителем председателя дайханского объединения «Совет Туркменистаны». В 1960—1978 годах председатель колхоза «Совет Туркменистаны». Окончил Туркменский сельскохозяйственный институт в 1966 году.
Указом Президиума Верховного Совета СССР от 8 апреля 1971 года за выдающиеся успехи, достигнутые в развитии сельскохозяйственного производства и выполнении пятилетнего плана продажи государству продуктов земледелия и животноводства, Муратберды Сопыеву было присвоено звание Героя Социалистического Труда с вручением ордена Ленина и медали «Серп и Молот».
В 1978—1980 годах первый секретарь Этрапского районного комитета Компартии Туркменистана этрапа Ак бугдай (Гяурского райкома Коммунистической партии Туркмении). В 1990—1991 годах являлся членом ЦК КПСС.
С 1980 года председатель колхоза «Совет Туркменистаны». После обретения Туркменией независимости стал председателем созданного на базе колхоза крестьянского объединения, названного его именем. Был так же арчином Генгеша, в 2005—2010 годах — арчином Генгеша Гями этрапа Ак бугдай, председателем Сельскохозяйственного акционерного общества имени Мыратберди Сопыева этрапа Ак бугдай.
С 26 июля 2010 года на пенсии. До конца жизни являлся советником Генгеша Сельскохозяйственного акционерного общества имени Мыратберди Сопыева.
Теплые воспоминания о верном сыне Отечества Мыратберди Сопыеве всегда будут жить в наших сердцах. Да упокоится в раю душа его, да примет Аллах его в свою обитель.
— говорится в некрологе, подписанном президентом Туркменистана Гурбангулы Бердымухамедовым и членами правительства.
Похоронен в селе Гями.

## Награды
- Почетный старейшина Туркменистана
- Герой Социалистического Труда
- Герой Туркменистана[6]
- Ордена «Гарашсыз Туркменистана болан бейик сойгиси учин»[7], «Галкыныш», «Звезда Президента», «Гарашсызлык»
- Медали «Watana bolan söýgüsi üçin» и «Гайрат»